# فرورتیش رضوانیه
فَروَرتیش رضوانیه (زادهٔ ۱۳۶۳ در تهران) نویسنده، روزنامه‌نگار محقق و طنزپرداز اهل ایران است که بیشتر به دلیل جنجال‌های رسانه‌ای که ساخته شناخته می‌شود. او اکنون تهیه‌کنندهٔ سری ویدئوهای طنز تله‌تیش است.
رضوانیه بیشتر به خاطر خبرنگاری اجتماعی و همچنین انتشار شوخی‌های خبری بزرگ شناخته می‌شود. شایعهٔ کج‌شدن برج میلاد که او اسفندماه ۱۳۸۳ خورشیدی آن را منتشر کرد، به‌عنوان معروف‌ترین دروغ اول آوریل در ایران مطرح است. او طنزپردازی است که همزمان در همهٔ شاخه‌های طنز نوشتاری، گرافیکی، ویدئویی و صوتی فعال بوده و آثاری دارد که فراگیر شده است.

## زندگی
رضوانیه از ۱۵ سالگی با نشریات و روزنامه‌های مختلف ایران همکاری داشته و سال‌ها به عنوان خبرنگار اجتماعی فعالیت کرده است. او پس از اتمام دورهٔ دبستان وارد هنرستان‌های هنری شد و در رشته‌های موسیقی، سینما و گرافیک تحصیل کرده و مدرک دانشگاهی کارشناسی ادبیات نمایشی از دانشگاه آزاد اسلامی واحد اراک را دارد.
او وقتی نوجوان بود همکاری با موسسهٔ گل‌آقا را آغاز کرد. او ابتدا برای «بچه‌ها گل‌آقا» و «ماهنامهٔ گل‌آقا» می‌نوشت، اما کمی بعد کم‌سن‌ترین عضو تحریریهٔ هفته‌نامهٔ گل‌آقا بود.

## تله‌تیش
مجموعهٔ تله‌تیش سری ویدئوهایی است که به تهیه‌کنندگی فرورتیش رضوانیه در قالب خبر جدی ساخته می‌شود، اما مخاطب باید دربارهٔ آنچه می‌بیند و می‌شنود فکر کند تا به ماهیت طنز آن پی ببرد.
مشهورترین ویدئوی تله‌تیش که تاکنون منتشر شده، مصاحبه‌ای با مدیرعامل نرم‌افزار مسیریاب ویز است که بسیاری از کاربران در فضای مجازی آن را باور کردند. در این ویدئو رضوانیه از زبان نوام باردین می‌گفت که مدیران ویز قصد دارند تا خدمات‌دهی به کاربران ایرانی را متوقف کنند. این مصاحبه چنان برای افکار عمومی باورپذیر بود که بسیاری از استفاده‌کنندگان مسیریاب‌ها از این اظهارات مدیرعامل ویز نگران شدند و به دنبال نرم‌افزار دیگری برای جایگزینی آن می‌گشتند. برنامهٔ تلویزیونی علمی چرخ که از شبکه ۴ تلویزیون دولتی ایران روی آنتن می‌رود، این ویدئو را پخش کرده است.

## آثار
- بومرنگ: در سال ۱۳۸۴ نخستین کتاب فرورتیش رضوانیه با عنوان بومرنگ که مجموعه‌ای از ۱۵ داستان چاپ شده در ستون روزنامهٔ شرق بود، از سوی انتشارات صفحهٔ سفید منتشر و روانهٔ بازار شد.
- ۱۲ سپتامبر: فرورتیش در سال ۱۳۸۸ دومین کتاب از داستان‌های بومرنگ را با عنوان ۱۲ سپتامبر منتشر کرد. هرچند او برای دریافت مجوز طرح جلد غیرمتعارف این اثر بسیار تلاش کرد و در نهایت نیز موفق شد، اما با توجه به ناآرامی فضای ایران، توزیع ۱۲ سپتامبر با مشکلاتی مواجه بود که هرگز رفع نشد.[۲]
- دومینوی تهران: این کتاب به شرایط پس از وقوع زلزله در تهران می‌پردازد که رضوانیه این اثر را در مرداد ۱۳۹۰ در اینترنت منتشر کرد. داستان دومینوی تهران، ابعاد مختلف اقتصادی، سیاسی، اجتماعی، و تکنولوژیک پس از زلزلهٔ پایتخت را مانند یک فیلم تریلر به تصویر کشیده است.[۳]

## شوخی‌های مطبوعاتی
کج شدن برج میلاد
در مارس ۲۰۰۵ میلادی روزنامهٔ شرق، خبر کج‌شدن برج تلویزیونی میلاد که هنوز در حال احداث بود را منتشر کرد و هشدار داد که این سازه به زودی سقوط می‌کند. در این گزارش، اتفاقاتی که به دنبال فروریختن برج میلاد در اطراف آن رخ می‌دهد، مانند یک داستان اکشن توصیف شده بود. با اینکه در خبر نوشته شده بود که طنز است اما این وقایع چنان مهیج بود که اهالی منطقهٔ گیشا در مجاورت برج میلاد با مرکز پلیس تماس گرفتند و پرسش کردند که آیا باید خانه‌هایشان ترک کنند یا خطری تهدیدشان نمی‌کند! ساعتی پس از انتشار این خبر در رسانه‌های داخل ایرانی و حتی بین‌المللی، دفتر سازمان ملل متحد در تهران تصمیم گرفت تا کمیته اضطراری تشکیل دهد. شهرداری تهران صاحب و سازندهٔ برج تلویزیونی و مخابراتی میلاد بود و محمد باقر قالیباف آن زمان شهردار بود و آن‌ها نتوانستند مقابل گسترش شایعه ایستادگی کنند. تمام ایرانیان داخل و خارج کشور از ماجرا مطلع شدند و با هیجان دربارهٔ سقوط برج میلاد با یکدیگر صحبت می‌کردند به‌طوری‌که پس از تعطیلات نوروز، قیمت زمین و مسکن در منطقه گیشا کاهش یافت و مشتری‌ها سراغ این محدوده نرفتند. در پی این اقدام, شهرداری تهران از روزنامه شرق شکایت کرد، اما دادگاه این رسانه را تبرئه کرد.
واردات فورد به ایران
در آوریل ۲۰۰۸ نشریهٔ دنیای خودرو که پرتیراژترین هفته‌نامهٔ خودرویی ایران است، یک آگهی نیم‌صفحه منتشر کرد و از آغاز واردات فورد آمریکا به ایران خبر داد. در این آگهی، کنار تصویر یک فورد موستانگ یک شماره موبایل درج شده بود که متقاضیان ثبت‌نام در تست درایو می‌بایست به آن شماره یک پیامک خالی ارسال می‌کردند. از زمان چاپ و توزیع نشریه، حدود یک میلیون پیامک از سوی علاقه‌مندان موستانگ به آن شماره ارسال شد و آن‌ها ضمن تبریک به کمپانی فورد، گفتند که عاشق محصولات این کارخانه هستند و می‌خواهند هر چه زودتر تست درایو را انجام دهند. تعداد پیامک‌های دریافتی چنان زیاد بود که مشخص بود آن آگهی دست به دست چرخیده است.
آپارتمان‌های برج میلاد
در اکتبر ۲۰۰۸ روزنامهٔ همشهری که پرتیراژترین نشریه ایران است، آگهی فروش آپارتمان‌های اداری واقع در سازهٔ رأس برج میلاد را چاپ کرد. بر اساس این آگهی، واحدهای ۴۰ و ۵۰ متری با قیمت متری ۴ میلیارد تومان به فروش می‌رسید. از آنجایی که شماره تلفن منتشر شده در پایین آگهی واقعی بود، بسیاری تماس گرفتند و خواستار خریداری آپارتمان‌ها شدند. به دنبال انتشار این خبر در جامعه، شایعه شد که علی دایی، آقای گل جهان دو واحد ۲۵ متری بالای برج میلاد خریده، سپس دیوار بین آن‌ها را حذف کرده و حالا یک دفتر کاری ۵۰ متری دارد. همچنین شایعه شد که امیر قطر نیز یک واحد ۲۰ متری خریداری کرده است. به دنبال این رخداد، محمدباقر قالیباف، شهردار تهران در یک شبکهٔ تلویزیونی حاضر شد و گفت که این ماجرا شوخی یک طنزپرداز بوده و بالای برج میلاد هیچ واحد اداری وجود ندارد، اما در پایین برج واحدهای تجاری برای اجاره در نظر گرفته شده است. کارشناسان اقتصادی معتقدند، شهرداری تهران نتوانست از آن فرصت بکر برای یافتن مشتری بهره گیرد، زیرا تازه در آن هنگام بود که سرمایه‌گذاران متوجه امکانات تجاری موجود در برج میلاد شدند.

### بوستانجومونگ

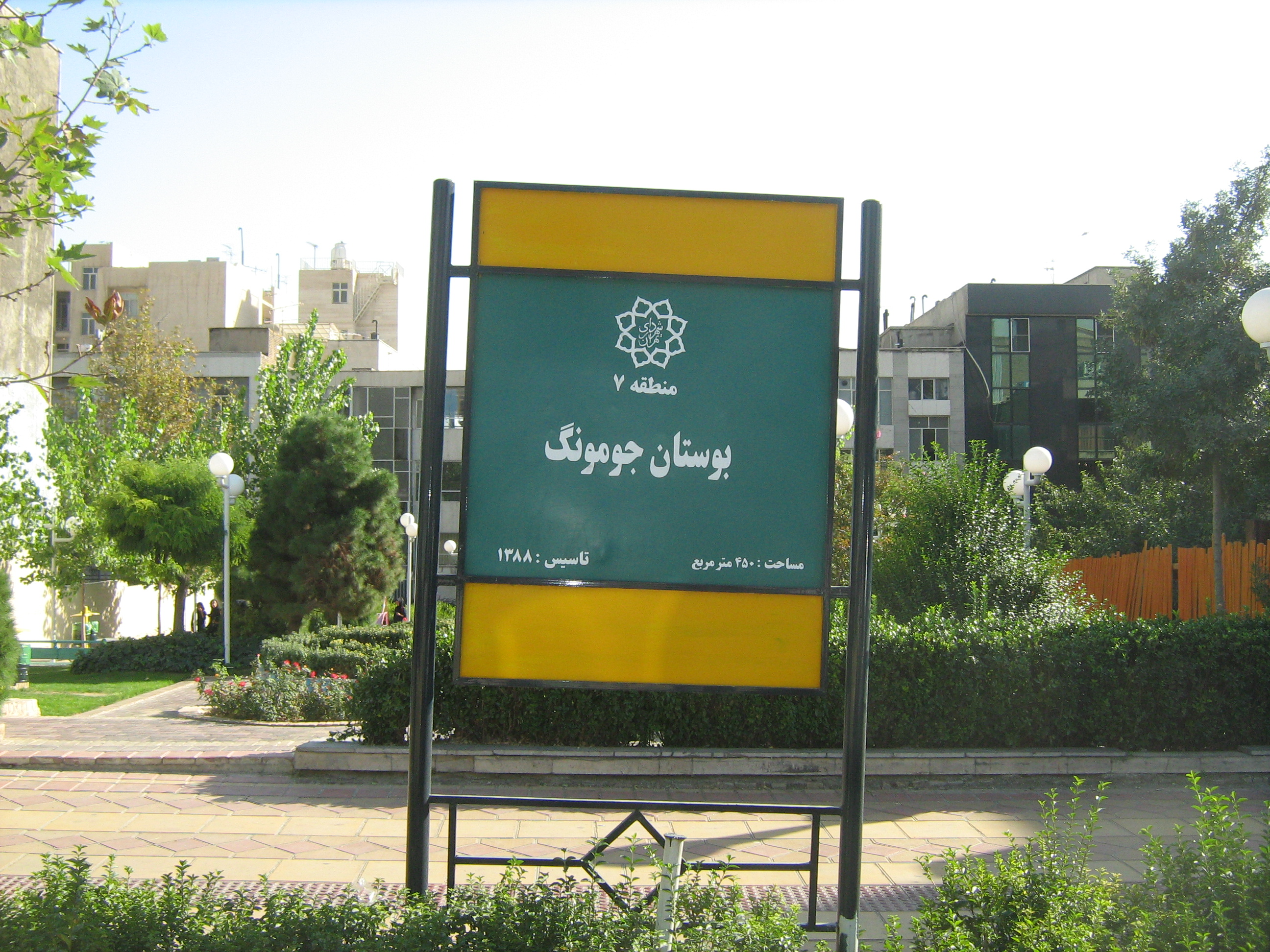
فرورتیش رضوانیه با هدف انتقاد از پخش سریال‌های کره‌ای از تلویزیون، تابلوی بوستان مادر را با فتوشاپ به جومونگ تغییر نام داد.

در مهرماه ۱۳۸۸ برخی رسانه‌ها خبر دادند که شهرداری منطقهٔ ۷ تهران در اقدامی عجیب و غیرقابل توجیه، یکی از بوستان‌های محلات خود در تقاطع مطهری و سهروردی را به نام «جومونگ»، شخصیت افسانه‌ای یکی از سریال‌های پربیننده تلویزیون نامگذاری کرده است. آنها انتقاد کردند که این نامگذاری غیرمتعارف در حالی انجام شده است که اسامی اسطوره‌های ایرانی همچنان در گنجینه‌ها خاک می‌خورند و تنها وقتی کشورهای عربی نام آنها را به نفع خود ضبط می‌کنند، هیاهوی کم‌رمقی در مجامع فرهنگی شکل می‌گیرد. چند ساعت بعد مشخص شد «فرورتیش رضوانیه» با هدف انتقاد از پخش سریال کره‌ای «افسانه جومونگ» از تلویزیون دولتی ایران، با دستکاری تابلوی بوستان «مادر» نام آن را به بوستان «جومونگ» تغییر داده تا نظر همگان را به این موضوع جلب کند.

### سمند طلایی
در اسفندماه ۱۳۸۷ هفته‌نامهٔ دنیای خودرو با انتشار یک گزارش و چند عکس از دیده شدن یک خودرو سمند ال ایکس با بدنهٔ طلا در خیابان‌های تهران خبر داد که یک تاجر روس آن را به دو برادر طلاساز اصفهانی سفارش داده است. این خبر به سرعت در فضای مجازی دست به دست شد. زمانی که گروهی از کاربران دربارهٔ واقعیت داشتن ماجرا تردید کردند، ناگهان ویدئویی از سمند طلایی در اینترنت منتشر شد که توانست همهٔ تردیدها را از بین ببرد. پس از آن چند سایت خارجی نیز عکس‌های سمند طلایی را که حدود یک میلیون دلار قیمت‌گذاری شده بود، منتشر کردند. هنوز بسیاری از کاربران نمی‌دانند که آن گزارش را رضوانیه نوشته و هیچ سمندی در دنیای واقعی وجود ندارد که بدنهٔ آن از جنس طلا باشد.

## سوابق اجرایی
- مدیر هنری هفته‌نامهٔ دنیای خودرو ۱۳۸۷ تا ۱۳۸۸
- سردبیر پایگاه خبری میراث آریا فروردین‌ماه تا مهرماه ۱۳۹۰
- سردبیر پایگاه خبری اقتصادی بنا فروردین‌ماه تا مهرماه ۱۳۹۰
- سردبیر هفته‌نامهٔ پارسه فروردین‌ماه تا مهرماه ۱۳۹۰
- سردبیر هفته‌نامهٔ آغاز فروردین‌ماه تا مهرماه ۱۳۹۰
- سردبیر وب‌سایت برج میلاد ۱۳۸۷